# ポーター郡 (インディアナ州)

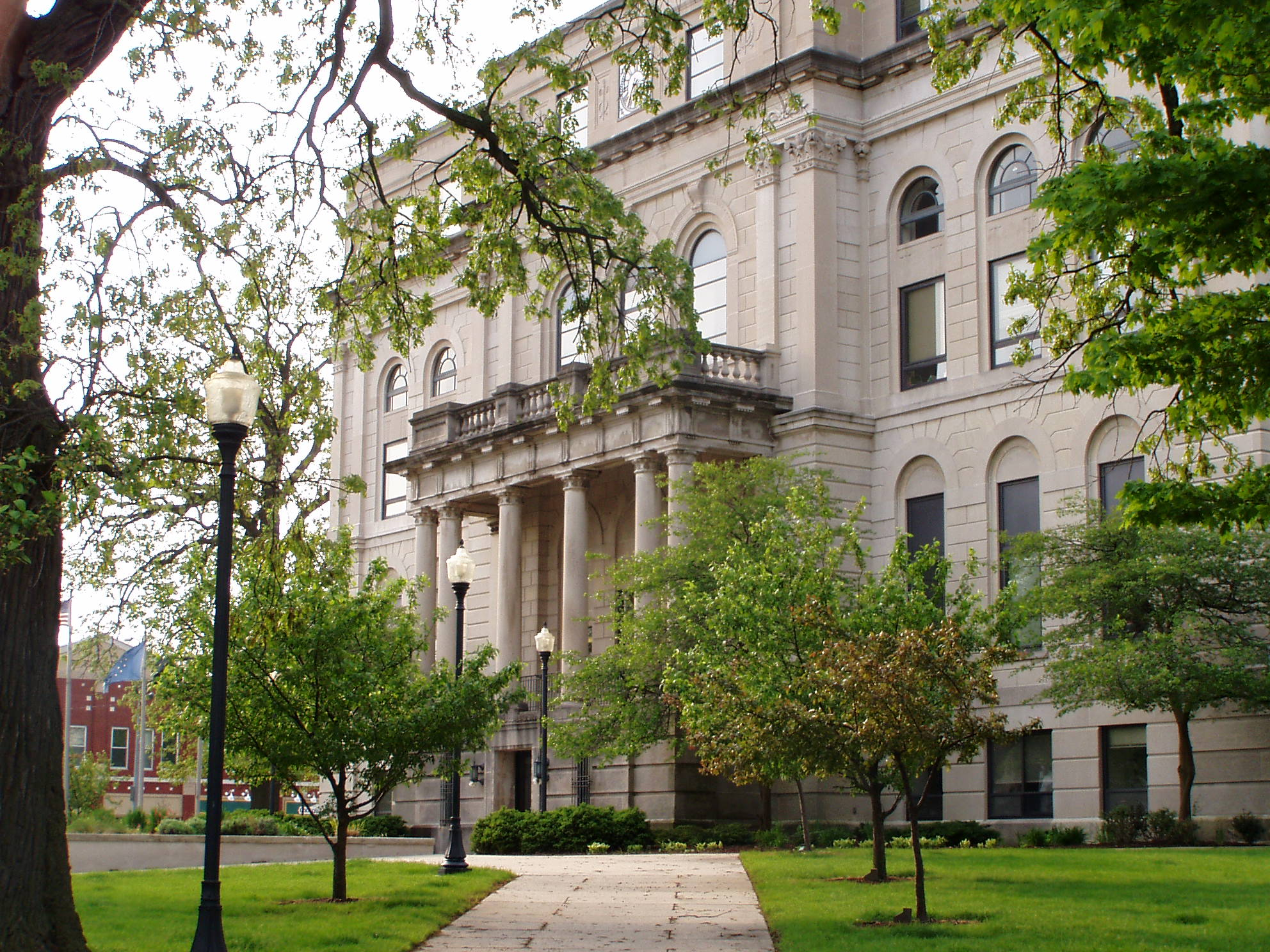
ポーター郡庁

ポーター郡（Porter County）は、アメリカ合衆国インディアナ州の郡である。人口は17万3215人（2020年）。郡庁所在地はヴァルパレーゾである。

## 地理
ポーター郡はミシガン湖に面している。

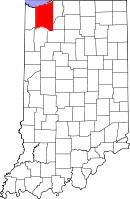
インディアナ州内の位置

アメリカ合衆国統計局によると、この郡は総面積1,351 km2 (522 mi2) である。このうち1,083 km2 (418 mi2) が陸地で268 km2 (104 mi2) が水地域である。総面積の19.84%が水地域となっている。

### 隣接する郡
- バーリン郡 (ミシガン州)  (ミシガン湖を越えた、北)
- ラポート郡  (東)
- スターク郡  (南東)
- ジャスパー郡  (南)
- レイク郡 (西)
- クック郡 (イリノイ州) (ミシガン湖を越えた、北西)

## 人口動勢
2000年国勢調査で、この郡は人口146,798人、54,649世帯、及び39,729家族が暮らしている。人口密度は136/km2 (351/mi2) である。53/km2 (138/mi2) の平均的な密度に57,616軒の住宅が建っている。この郡の人種的な構成は白人95.33%、アフリカン・アメリカン0.92%、先住民0.22%、アジア0.91%、太平洋諸島系0.03%、その他の人種1.26%、及び混血1.32%である。ここの人口の4.82%はヒスパニックまたはラテン系である。
この郡内の住民は25.80%が18歳未満の未成年、18歳以上24歳以下が9.80%、25歳以上44歳以下が28.90%、45歳以上64歳以下が24.60%、及び65歳以上が10.90%にわたっている。中央値年齢は36歳である。女性100人ごとに対して男性は96.40人である。18歳以上の女性100人ごとに対して男性は93.90人である。
この郡の世帯ごとの平均的な収入は53,100米ドルであり、家族ごとの平均的な収入は61,880米ドルである。男性は50,167米ドルに対して女性は26,347米ドルの平均的な収入がある。この郡の一人当たりの収入 (per capita income) は23,957米ドルである。人口の5.90%及び家族の3.90%は貧困線以下である。全人口のうち18歳未満の6.80%及び65歳以上の5.60%は貧困線以下の生活を送っている。

## 都市及び町
市
- ポーテージ
- ヴァルパレーゾ（郡庁所在地）

町
- チェスタートン (Chesterton)
- Beverly Shores
- Burns Harbor
- Dune Acres
- Hebron
- Kouts
- Ogden Dunes
- Porter
- South Haven
- Town of Pines